# Placówka Straży Granicznej I linii „Kończyce”
Placówka Straży Granicznej I linii „Kończyce” – jednostka organizacyjna Straży Granicznej pełniąca służbę ochronną na granicy polsko-niemieckiej w okresie międzywojennym.

## Formowanie i zmiany organizacyjne
Na wniosek Ministerstwa Skarbu, uchwałą z 10 marca 1920, powołano do życia Straż Celną. Od połowy 1921 jednostki Straży Celnej rozpoczęły przejmowanie odcinków granicy od pododdziałów Batalionów Celnych. Proces tworzenia Straży Celnej trwał do końca 1922. Placówka Straży Celnej „Kończyce” weszła w podporządkowanie komisariatu Straży Celnej „Bielszowice” z Inspektoratu SC „Rybnik”.
Rozporządzeniem Prezydenta Rzeczypospolitej Polskiej Ignacego Mościckiego z 22 marca 1928, do ochrony północnej, zachodniej i południowej granicy państwa, a w szczególności do ich ochrony celnej, powoływano z dniem 2 kwietnia 1928  Straż Graniczną.
Rozkazem nr 4 z 30 kwietnia 1928 w sprawie organizacji Śląskiego Inspektoratu Okręgowego dowódca Straży Granicznej gen. bryg. Stefan Pasławski określił strukturę organizacyjną komisariatu SG „Paniówki”. Placówka Straży Granicznej I linii „Kończyce” znalazła się w jego strukturze.
Rozkaz nr 10 z 5 listopada 1929 w sprawie reorganizacji Śląskiego Inspektoratu Okręgowego komendanta Straży Granicznej płk. Jana Jura-Gorzechowskiego nie wymienia nazwy komisariatu SG „Paniówki”. Wymienia komisariat Straży Granicznej „Bielszowice”. Placówka SG I linii „Kończyce” weszła w jego skład.

## Służba graniczna
Sąsiednie placówki:
- placówka Straży Granicznej I linii „Pawłów” ⇔ placówka Straży Granicznej I linii „Makoszowy” − 1928[6]

## Kierownicy/dowódcy placówki
| stopień          | imię i nazwisko | okres pełnienia służby | kolejne stanowisko |
| ---------------- | --------------- | ---------------------- | ------------------ |
| starszy strażnik | Józef Dombek    | 24 VI 1930 –           |                    |